# Dubbele moord in Weiteveen
De dubbele moord in Weiteveen of Zaak-Weiteveen betreft een dubbele moordzaak die op dinsdag 16 januari 2024 plaatsvond in Weiteveen, in de Nederlandse provincie Drenthe. Het echtpaar Ineke Mussche en Przemyslaw 'Sam' Czerniawski werd in en nabij hun woning door Richard Kosse om het leven gebracht, die hiervoor in 2025 tot een levenslange gevangenisstraf werd veroordeeld.

## Voorgeschiedenis
Op 16 januari 2023 verkocht Kosse (1973, mede-eigenaar van een administratiekantoor) uit Klazienaveen, zijn voormalige ouderlijk huis aan de Bargerweg 49 aan Mussche en Czerniawski voor een bedrag van 750.000 euro. Schuin tegenover de woning ligt een perceel met daarop een schuur/mancave, dat Kosse niet verkocht, maar in eigen gebruik hield.
Enkele weken nadat de woning was opgeleverd ontstond een conflict over gebreken aan de woning die volgens Mussche en Czerniawski bij de verkoop van de woning door verdachte onvoldoende of niet aan de orde zouden zijn gesteld. Op 16 februari 2023 stuurden zij Kosse een brief waarin zij Kosse in gebreke stelden. Sam Czerniawski spreekt Kosse op 18 februari 2023 bij zijn schuur aan op de verborgen gebreken. In een opname van dit gesprek gaf Kosse op dat moment al aan dat hij niet meer met Czerniawski wilde praten en dat vanaf dat moment alles via de makelaar zal lopen. Als Czerniawski geen gehoor geeft aan Kosses verzoek te vertrekken, belt Kosse de politie.
Hierna ontstond een hoogoplopend conflict, waarbij over en weer pesterijen en bedreigingen plaatsvonden en diverse meldingen en aangiftes bij de politie werden gedaan. Na het ontstaan van het conflict stelde Kosse diverse camera's op waarmee hij, dankzij de bijbehorende infraroodfunctie en bewegingsmelders, het erf en de woning van Czerniawski en Mussche dag en nacht in de gaten kon houden. Later zouden ook Czerniawski en Mussche camera's installeren.
Op 2 september 2023 beticht Ingrid Stellinga, de partner van Kosse, al filmend Czerniawski van de sabotage van elektriciteitskabels bij de schuur. De ontmoeting escaleert en later zal ook de politie ter plaatse komen. Naar eigen zeggen schaft Kosse, die op dit moment al twee illegale vuurwapens bezit, naar aanleiding van dit incident een derde illegaal wapen (een Nagant M1895) aan.
Op 8 januari 2024 laten Czerniawski en Mussche, via hun rechtsbijstandsverzekeraar, een brief aan Kosse bezorgen waarin hij wordt gesommeerd om zijn onrechtmatige en hinderlijke gedragingen per direct te staken, en om hen niet langer, op welke manier dan ook, te benaderen.
Op 14 januari 2024 is sprake van een directe confrontatie tussen Kosse en Stellinga enerzijds en Czerniawski en Mussche anderzijds. Op beelden van de confrontatie is te zien dat Kosse en Stellinga naar de woning van Czerniawski en Mussche rijden, waarna Kosse al filmend uit zijn voertuig stapt. Vervolgens beginnen Kosse en Stellinga vrijwel direct, naar de kwalificatie van rechtbankjournaliste Saskia Belleman, Czerniawski en Mussche "verbaal uit te dagen". Mussche geeft direct aan dat Kosse dient te vertrekken en een contactverbod heeft, maar Kosse weigert en er ontstaat een woordenwisseling waarbij Czerniawski op enig moment een kopstoot geeft aan Kosse. Belleman omschreef de kopstoot als een "koptikje" en benadrukte dat Kosse, ondanks het fysieke contact eenvoudig verder kon gaan met filmen. Hoewel Kosse zelf tijdens de confrontatie geen geweld gebruikt, heeft hij op dat moment wel zijn illegaal verkregen pistool en revolver op zak.
Nadat de politie ter plaatse was gekomen werd Czerniawski aangehouden en meegenomen naar het politiebureau. In zijn verhoor bij de politie geeft Czerniawski aan dat hij een contactverbod wil en noemt hij Kosse een psychopaat. Na de aanhouding van Czerniawski stuurt Kosse verschillende berichten aan bekenden en familieleden. In één van deze berichten geeft hij aan: “Vanaf nu gaan we hem negeren. We hebben de bonus dus niks meer zeggen etc”. Naar zijn schoonmoeder stuurt hij “Als we hem nu niet hebben wordt het nooit meer”. Als de wijkagent Kosse de volgende avond meldt dat Czerniawski in vrijheid is gesteld, verstuurt Kosse opnieuw een aantal berichten, waaronder: “Ze laten hem nu vrij, krijgt nog eens geen boete, geen prioriteit bij officier van justitie” en “Reken maar dat hij nu gevaarlijk wordt. Ik dacht dat ik hem had maar had hem achteraf liever de kop ingeslagen, had ik ook niks gekregen. Ik twijfelde, verkeerde keuzes gemaakt.”

## Moorden
Op 16 januari 2024 komt Kosse naar zijn schuur nabij het erf van de familie Mussche-Czerniawski. In zijn schuur opent hij een verborgen opbergplaats, waarin zich mogelijk de twee illegale vuurwapens, een semi-automatisch 6,35 mm Baby Browning pistool en een revolver van Russische makelij, of munitie voor de wapens, bevinden. In zijn auto bevindt zich dan al een semiautomatisch kogelgeweer, een kopie van de M1 Carbine. Hierna schakelt Kosse de 15 camera's uit, die hij in de periode voorafgaand aan de moorden op het erf en huis van Czerniawski en Mussche heeft gericht. Nadat Kosse de camera’s heeft uitgezet, ziet hij Mussche het erf in haar auto verlaten om haar dochter naar school te brengen. Kosse wacht nabij zijn auto en rijdt Mussche bij terugkomst klem. Op door Mussche gefilmde beelden is te zien hoe Kosse naar haar auto loopt en haar van dichtbij met vier schoten om het leven brengt. 
Kosse vervolgt daarop op hoge snelheid zijn weg naar de woning, waar hij direct uitstapt, zijn rechterhand in zijn rechter jaszak verbergt en roept: “Sam! Sam! Er is een ongeluk gebeurd! Sam! Sam! Sam! Help! Er is een ongeluk gebeurd! Je vrouw! Je vrouw Sam!” Camerabeelden leggen vast dat de twaalfjarige zoon van Mussche en Czerniawski de deur opent. Vervolgens vraagt Kosse: “Waar is Sam? Waar is je vader? Waar is je vader? Je moeder! Je moeder heeft een ongeluk, ze staat tegen een boom aan.” Op de vraag van de zoon wat er is gebeurd, antwoordt Kosse opnieuw dat zijn moeder tegen een boom is gereden en dat zijn vader er direct naartoe moet, waarna hij de jongen opzij duwt en de woning binnendringt.
De 38-jarige Sam Przemyslaw ligt te slapen in de slaapkamer als Kosse hem door de dekens heen beschiet met een handwapen. Czerniawski vlucht hierop het bed uit, maar glijdt uit en wordt daarna door Kosse meerdere malen met een mes in de rug gestoken. De zoon van Czerniawski is getuige van de aanval en probeert Kosse tevergeefs met een aardappelmesje tegen te houden. 
Op camerabeelden is te zien hoe Czerniawski zwaargewond de woning ontvlucht, terwijl Kosse een geweer uit zijn auto haalt en hem achtervolgt. Czerniawski bevindt zich in een greppel op het moment dat Kosse meermaals op korte afstand op hem schiet, waaronder éénmaal in het hoofd. Daarna steekt Kosse hem meerdere malen met een mes en slaat tienmaal met de kolf van het geweer op het hoofd van het slachtoffer. De 12-jarige zoon van Czerniawski is van alles getuige. Vervolgens verstuurt Kosse meerdere berichten, belt 112 en neemt hij een live Facebook-video op. Voordat Kosse de livevideo start, heeft hij kort hiervoor een soortgelijke videoboodschap met een gelijke strekking opgenomen met zijn telefoon, die hij niet publiceert.
Uit sectie door het Nederlands Forensisch Instituut bleek dat er zich op en in het lichaam van Sam Czerniawski 23 steekletsels, 6 snijletsels, 7 schotwonden en talrijke scheurwonden en bloeduitstortingen bevonden. Bij Ineke Mussche werden vier schotwonden in haar hals en achterhoofd geconstateerd.

## Maatschappelijke impact
Nadat hij de moorden had begaan, filmde Kosse zichzelf. Hij plaatste deze video, via een livestream, op sociale media. In de videoboodschap sprak hij over bedreigingen door Mussche en Czerniawski en het beschermen van zijn gezin. Stellinga plaatste kort hierop eveneens een video op sociale media waarin zij steun uitsprak voor haar man, hetgeen hem en zijn daad in de publieke opinie aanvankelijk veel bijval bracht. De publieke reactie was dermate heftig, dat de nabestaanden van het echtpaar Mussche-Czerniawski tijdens de uitvaart door de politie beveiligd moesten worden.
De publieke perceptie keerde zich echter even snel tegen Kosse, nadat meer duidelijk werd over de toedracht en uitvoering van de moorden. Het Openbaar Ministerie en de politie uitten felle kritiek op de wijze waarin sommigen Kosse aanvankelijk verheerlijkten.

## Proces
Kosse werd kort na zijn daad aangehouden door de politie, waarbij hij aangaf dat Czerniawski zou hebben gedreigd om zijn dochter en partner te verkrachten en zijn zoon en moeder te vermoorden. Later die ochtend verklaarde Kosse in het ziekenhuis, waar hij werd behandeld voor de verwonding aan zijn pink, dat “die Pool” zijn dochter wilde verkrachten en zijn moeder, vrouw en zoon zou vermoorden. Toen het verplegend personeel toestemming vroeg om zijn jas kapot te knippen, antwoordde Kosse dat dit in orde was “omdat hij die de eerste dertig jaar niet nodig zou hebben”.
Op 17 april 2024 vond de pro-formazitting plaats, waarbij Kosse bij binnenkomst een gebalde vuist hief richting zijn steunbetuigers op de publieke tribune. Tijdens de zitting bekende Kosse het doden van Ineke Mussche en Sam Czerniawski.
De eerste inhoudelijke behandeling van de zaak vond op 13 februari 2025 plaats, waarbij het Openbaar Ministerie een levenslange gevangenisstraf eiste. Onderzoekers van het Pieter Baan Centrum gaven aan een geringe, door een hersenbloeding en TIA's opgelopen, stoornis te hebben vastgesteld bij Kosse, maar dat deze stoornis geen verband hield met de uitbarsting die leidde tot de moord.
Op 25 maart 2025 werd Richard Kosse door de Rechtbank Noord-Nederland tot een levenslange gevangenisstraf veroordeeld. Tijdens de uitspraak liet Kosse meermaals merken dat hij het niet eens was met de rechter. Zo riep hij halverwege het uitspreken van het  vonnis "onvoorstelbaar" en schudde regelmatig heftig nee. Nadat de rechter Kosse erop attendeerde dat hij de mogelijkheid had om tegen de uitspraak in hoger beroep te gaan antwoorde Kosse met woorden "Gaan we doen!" om vervolgens glimlachend en zwaaiend naar de publieke tribune de rechtszaal te verlaten. Naast de levenslange gevangenisstraf voor de dubbele moord, werd Kosse eveneens veroordeeld tot het betalen van shockschade en de kosten van de uitvaart van Czerniawski en Mussche aan de nabestaanden.
Op 27 maart, twee dagen na de uitspraak, kondigde Kosse aan in hoger beroep te gaan.
De advocaten van de nabestaanden van Czerniawski en Mussche maakten op 21 maart 2025 bekend de politie aansprakelijk te stellen voor nalatigheid. De politie zou in strijd hebben gehandeld met haar plicht burgers te beschermen bij concrete dreiging. Eerder bleek al uit onderzoek door de politie dat er grote fouten waren gemaakt bij het handelen rondom de ruzie tussen de slachtoffers en de dader.